# Sonata in si minore (Liszt)
La Sonata in si minore (S.178) è un'opera pianistica del compositore ungherese Franz Liszt. 
Fu scritta a Weimar tra il 1852 e il 1853, pubblicata nel 1854 da Breitkopf & Hartel a Lipsia, con dedica a Schumann (il quale aveva a sua volta dedicato a Liszt la Fantasia op. 17) ed eseguita per la prima volta a Berlino nel gennaio 1857 da Hans von Bülow.

## Storia
L'annoso problema dell'esaurirsi della vitalità delle forme ampie, quali la sonata e la sinfonia, fu molto pressante nella mente di Liszt, specie dopo che questi lasciò la carriera di virtuoso del pianoforte per ritirarsi alla corte di Weimar, dove si dedicò alla composizione e si adoperò per far conoscere le nuove correnti d'avanguardia della musica. La soluzione che si offrì alla sua mente fu la medesima sia per le composizioni orchestrali che per il pianoforte: la forma ciclica, che consentiva di porsi sulla scia della forma sonata, adottandone e, al tempo stesso, modificandone i principi costitutivi. Un solo movimento di ampie proporzioni riassumeva in sé la tradizionale tripartizione della forma sonata (esposizione, sviluppo e ripresa), assieme alla suddivisione in più movimenti, trovando una nuova unità ed omogeneità attraverso il principio dell'elaborazione tematica (questo un debito nei confronti di Beethoven).
Creatore del poema sinfonico, cioè di qualcosa che si pone decisamente contro la costruzione "illuministica" della forma sonata (e contro la stessa sinfonia, che della forma sonata è talvolta dilatazione), Liszt si cimenta con la composizione di una sonata tenendo conto solo in minima parte dei presupposti formali che questo tipo di creazione artistica comporta. Egli infatti affronta la composizione pianistica seguendo del tutto modalità timbriche peculiari della scrittura sinfonica (e ciò non è vero solo per la Sonata): il pianoforte non è più semplicemente uno strumento, ma in mano al virtuoso diviene la condensazione di un'orchestra.
Liszt condivideva con Schumann la consapevolezza che scrivere una sonata a metà del XIX secolo aveva un sapore inattuale e di confronto con la storia della musica. Questa propensione ad attribuire uno sviluppo polivalente ad un unico nucleo tematico poteva ravvisarsi già nella Fantasia quasi Sonata. Un altro precedente in questo senso può essere indicato nella Fantasia in do maggiore di Franz Schubert, che Liszt trascrisse per pianoforte e orchestra nel 1851.
D'altronde, Liszt quando affronta la composizione della Sonata ha già al proprio attivo i primi Studi di esecuzione trascendentale, le prime raccolte di Années de Pélerinage, e ancora Mazeppa e alcune Parafrasi da opere: tutte musiche che hanno al loro interno un programma, e non si può non riconoscere che anche la Sonata in si minore sia influenzata da tale prassi. Dunque quest'opera è un vero e proprio "pezzo unico", più affine al poema sinfonico che alla musica pianistica di Beethoven, il quale rifugge sdegnosamente (essendo il romanticismo ai suoi primi vagiti) gli eroici furori lisztiani.
Questo è, forse, il milieu creativo nel quale va inquadrato l'ascolto della Sonata in si minore. Soppiantata la forma consueta di sonata, Liszt inserisce una struttura ciclica - ritroviamo un processo affine in Wagner, al quale la Sonata piacque molto, e in Franck - che vede ritornare spunti e temi per tutta l'opera, che combina al suo interno gli elementi musicali del recitativo, della fantasia e della variazione.

## Analisi della composizione

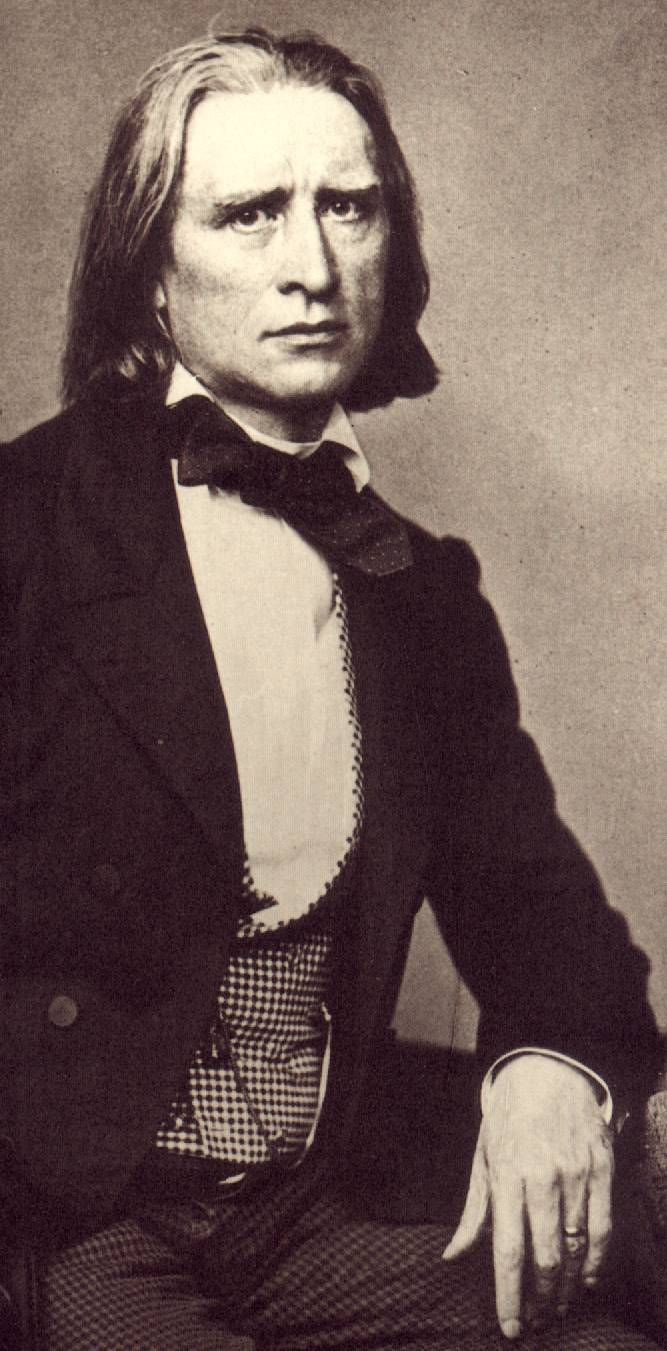
Liszt nel 1858

Nelle prime diciassette battute della Sonata di Liszt è già esposto il materiale melodico su cui si fonda l'intera composizione. Questa creazione risulta innovativa anche per l'intelaiatura dei quattro temi principali, che si frantumano in una successione agogica che annovera quattordici stacchi di tempo diversi. Infine, le innumerevoli indicazioni dinamiche indugiano sui cromatismi ed evitano le cadenze.
L'opera si apre con un Lento assai di sette battute - un primo motivo (A) - costruito sulla scala ungherese discendente. Il ruolo di questa scala iniziale "non è riconducibile a modelli formali della tradizione"; esso "ritorna in forme sempre diverse nel corso della Sonata, nelle svolte formali decisive, e riappare alla fine, in una conclusione sospesa e priva di catarsi risolutrice [...] alle soglie del silenzio". Subito dopo vi è lo scatto dell'Allegro energico, tema volitivo, caratterizzato da intervalli di settima discendenti e incentrato su due motivi complementari, il primo (B) con profilo teso e vibrante, il secondo (C) dal registro minaccioso e grave: soprattutto da questo passaggio si comprende come molti commentatori della Sonata l'abbiano collegata al mito di Faust e ad una nascita luciferina. Il secondo motivo (C), in netto antagonismo con il precedente, ingaggia con esso una violenta battaglia, che culmina in un folgorante passo d'ottave, seguito di nuovo dalla scala ungherese (A), questa volta armonizzata. La scala funge da transizione ad un Grandioso, con nuovo elemento tematico, un tema (D) in re maggiore, la cui collocazione corrisponde a quello che, secondo tradizione, è un secondo tema di sonata; il tema è solenne e lirico. C'è poi la ricomparsa del tema volitivo, nel più ampio contesto di una rielaborazione di B e C; B è qui, però dolce con grazia, mentre C cambia registro, trasformandosi in un notturno.
Il notturno si sviluppa a lungo e termina in una cadenza Piano densa di trilli. Riprende la battaglia dei due temi principali (volitivo e sarcastico), a tratti attraversati dalla scala ungherese con aumentazioni, per moto contrario. Recitativi e tema del Grandioso si alternano, poi ritorna brevemente l'episodio sarcastico, sorvolato dal volitivo: entrambi fluiscono in Andante sostenuto, mentre quest'ultimo introduce il Quasi adagio. Segue la melodia derivata dal tema sarcastico, intervallata dal Grandioso e in brevi momenti dal volitivo. Vi è un grande sviluppo tematico, una pagina di grande libertà espressiva rispetto alla forma sonata: il tutto si conclude con la scala discendente.
Attacca poi l'Allegro energico, fugato a tre voci e due soggetti, che altro non sono che i due temi principali, trattati secondo le regole del più ardito contrappunto, con artifici quali il moto contrario retrogrado. Il fugato conduce ad una specie di ripresa. Qui ancora battaglia, i temi si affrontano e si alternano; si ripresenta il notturno che porta ad un Quasi presto, che a sua volta sfocia in un vero e proprio Presto, dove una scala ungherese prelude ad un Prestissimo, volitivo, seguito dal Grandioso, stavolta in si maggiore.
La composizione termina con un nuovo Lento assai, che riprende l'apertura con scala ungherese discendente, ma in pianissimo: quasi un arrendersi del pensiero musicale di fronte al silenzio. Un finale problematico, moderno, inquietante: del resto tutta la Sonata ha un tono drammatico, a tratti macabro, con rari momenti lirici. La musica si estingue in maniera cupa, spettrale, con lo stesso spunto tematico con cui era iniziata. In un primo momento Liszt aveva ideato un altro finale, in Fortissimo, sfavillante e cristallino, di tono trionfalistico; poi optò per la soluzione in Pianissimo che si ricollega all'inizio del brano.

## Simbologia
Assimilabile per la concezione ai poemi sinfonici scritti da Liszt negli stessi anni, in questa sonata è stato spesso cercato un programma letterario e molti vi hanno riconosciuto un riferimento ai personaggi faustiani di Goethe. La Sonata sarebbe ispirata da un tema caro al compositore: quello del dualismo, dello sdoppiamento della personalità in Faust-Mefisto che ritorna in altre sue composizioni (la Faust Symphonie del 1857 e i Mephisto Valzer).

## Utilizzo come modello formale
Il compositore e violinista catalano Joan Manén (1883-1971) ha basato sulla metamorfosi tematica secondo il modello formale della Sonata in Si minore sia la Sonata-Fantasia op. A=22 (1928) per chitarra sola dedicata ad Andrés Segovia che la successiva versione denominata Divertimento op. A=32 (1938) per orchestra dedicata a Olallo Morales Wilskman.

## Curiosità
Dopo che la Sonata venne data alle stampe nel 1854 Liszt ne inviò a Schumann (il dedicatario) una copia. Poiché a quella data quest'ultimo era già ricoverato in una clinica per malattie nervose, il plico venne aperto dalla moglie Clara, la quale lesse il pezzo al pianoforte assieme a Brahms, che soggiornava in casa sua.
Clara scrisse nel suo diario:
Fu però così grande il ribrezzo che Clara provò per la composizione che venne meno ai suoi propositi e non ringraziò Liszt per la dedica al marito.